# Hôtel particulier Sourochnikov
L'hôtel particulier Sourochnikov (Особняк Василия Михайловича Сурошникова) est une demeure inscrite au patrimoine classé d'importance fédérale de la ville de Samara en Russie. Il a été construit en 1910-1914 par l'architecte Franz Schechtel. Il se trouve à l'angle de la rue des Pionniers et de la rue Alexis-Tolstoï.

## Histoire
Cette demeure a été construite pour le marchand de la 1re guilde Vassili Mikhaïlovitch Sourochnikov selon un projet de Schechtel datant de 1909. Pendant la guerre civile russe, l'édifice est occupé par l'état-major de la 24e division de fusiliers, dite la « division de fer » puis par le département des beaux-arts du commissariat de la culture de Samara. En 1921, on y installe le musée régional de Samara. Lorsque les grandes institutions sont évacuées de Moscou au début de la Grande Guerre patriotique (1941-1945), il est prévu de déposer la majorité des œuvres du musée dans l'ancienne église catholique de la ville (devenue Kouïbychev en 1935) et d'installer dans la demeure l'ambassade des États-Unis; mais cela ne se réalise pas. L'ancien hôtel particulier abrite pendant une partie de la guerre la fille de Staline, évacuée de Moscou, Svetlana Allilouïeva. Après la guerre, l'hôtel particulier Sourochnikov accueille l'institut de médecine militaire de Kouïbychev et après sa fermeture en 2010, le département des finances du ministère de la défense pour la région.
Il est alors dans un état dégradé, des éléments de la façade sont effrités. Les travaux de restauration commencent en 2017; mais cela provoque un scandale lorsque les ouvriers ôtent les carreaux de céramique de la façade.

## Architecture
L'édifice est construit en style Modern. Il se caractérise également par les matériaux utilisés : pierre naturelle, carreaux de céramique bleue, stucs et enduit granuleux. On note l'influence ici d'un certain vocabulaire de palais vénitien dans ce projet de Schechtel. Par rapport au projet, le motif des carreaux en diagonale a été remplacé par un motif droit et l'emplacement de l'entrée centrale a également été modifié. Le balcon caractéristique à l'angle de la maison ressemble à la tour de la gare de Iaroslavl de Moscou, dont l'auteur est également Schechtel,.

## Source de la traduction
- (ru) Cet article est partiellement ou en totalité issu de l’article de Wikipédia en russe intitulé « Особняк В. М. Сурошникова » (voir la liste des auteurs).